# Helicen

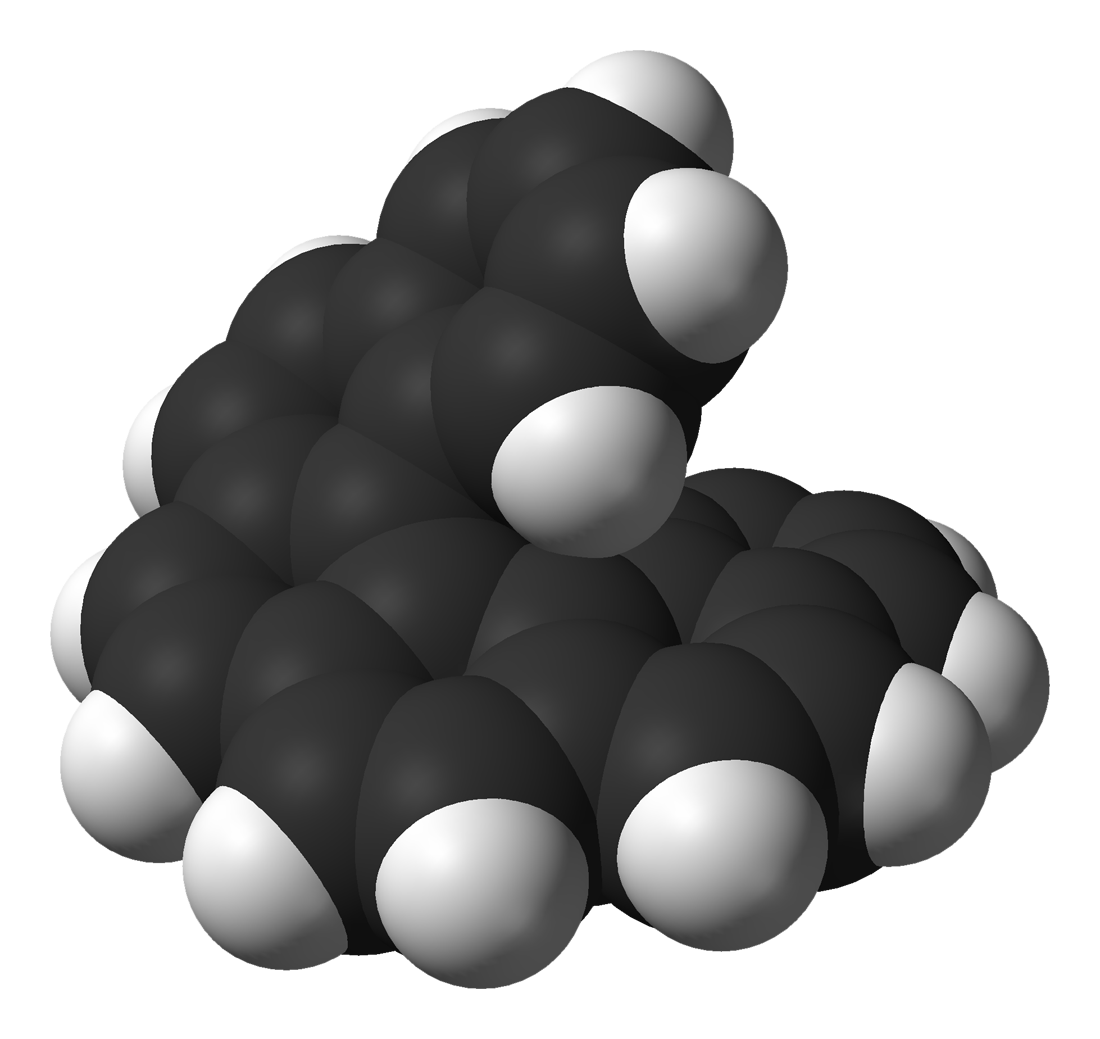
Hexahelicen

Structura chimică generală a unui [n]helicen

Helicenii sunt compuși aromatici policiclici orto-condensați în care nuclee benzenice sau alte nuclee aromatice sunt condensate angular, formând molecule chirale cu formă de helix. Sunt intens studiați datorită particularităților specifice legate de structură, proprietăți spectrale și optice.